# Chlorocoma tachypora
Chlorocoma tachypora är en fjärilsart som beskrevs av Turner 1910. Chlorocoma tachypora ingår i släktet Chlorocoma och familjen mätare. Inga underarter finns listade i Catalogue of Life.